# Петър Мутафчиев
 Тази статия е за българския историк.  За българския политик вижте Петър Мутафчиев (политик).  
Петър Стоянов Мутафчиев е български историк византолог и специалист по средновековна история, член на Българската академия на науките (1937), редовен професор в Софийския университет „Свети Климент Охридски“ (1937). Автор е на трудовете „Българи и румънци в историята на дунавските земи“ (1927), „Из нашите старопланински манастири“ (1931), „История на българския народ“ в два тома (1943), „Книга за българите“ (1987) и други.
Баща е на автора на исторически романи и учен османист Вера Мутафчиева и на физикохимика Боян Мутафчиев.

## Биография
Роден е на 4 юли 1883 в село Боженци, Габровско, в семейството на Стоян Милчев Мутафчиев (Комитата) и Дона Дрянкова. Стоян Мутафчиев (1852 – 1925) е хъш и опълченец от III Опълченска дружина, ранен в битката при Стара Загора, почетен гражданин на Габрово.
От 1890 до 1894 получава начално образование в Габрово, а от 1894 до 1898 учи от I до IV клас в Плевен, 1898 – 1901 учи в Русенската гимназия и завършва класическия ѝ отдел на 27 юни 1901. В периода 1901 – 1906 е основен учител в плевенските села Пелишат и Кирилово. От 1906 до 1910 следва история и география в Софийския университет „Свети Климент Охридски“, дипломира се на 15 юли 1910.
От 1910 до 1920 е уредник на Средновековния отдел при Народния археологически музей в София с прекъсвания заради редовната си военна повинност и трите войни. През 1914 печели конкурса за стипендията „Марин Дринов“ за специализация, която осъществява по-късно.
От 1911 до 1913 отбива военната си служба и участва в Балканската и Междусъюзническата войни. От 1915 до 1918 участва в Първата световна война като запасен офицер, командващ 7-а рота от Четиридесет и първи пехотен полк на Първа пехотна софийска дивизия.
От 1920 до 1922 специализира византийска история и гръцка палеография в Института по византология и новогръцка палеография към Мюнхенския университет при Аугуст Хайзенберг. На 21 май 1923 е избран за редовен доцент при Катедрата по история на Източна Европа и Византия при Историко-филологическия факултет на Софийския университет. От 1923 до 1939 чете курс лекции по история на Сърбия, Румъния и Османската империя до XVI век. От 1924 до 1936 чете лекции по обща култура и социална история и по българска история във Висшето военно училище.
От 1925 до 1941 е редовен сътрудник на престижното мюнхенско списание „Бизантинише Цайтшрифт“. На 26 декември 1927 е избран за извънреден професор в Софийския университет. На 21 април 1928 сключва брак с Надежда Трифонова, завършила история в Софийския университет (родена – 1901 г.)
От 1935 до 1943 е главен редактор на списание „Просвета“. През 1936 е избран за декан на Историко-филологическия факултет при Софийския университет. На 11 януари 1937 е избран за редовен професор в университета. През 1938 е избран за секретар на Историко-филологическия клон на БАН. От 1939 до 1943 е титуляр на Катедрата по история на България. Чете курс лекции по средновековна българска история. На 6 юли 1942 е избран за съпредседател на Комитета за българо-немско сътрудничество по издаване на османски документи.
Петър Мутафчиев умира на 2 май 1943 г. след кратко, но тежко боледуване.

## Членства, звания и отличия
На 25 февруари 1916 г. Петър Мутафчиев е награден с ордена „За храброст“ IV степен и орден „За заслуга“ на военна лента за участието си в Балканската и Междусъюзническата война. На 20 януари 1917 е награден с ордена „За храброст“ IV степен, 1 клас за участието си в Първата световна война, а на 24 април 1918 – с германския „Железен кръст“. На 14 септември 1921 получава ордена „Свети Александър“ с мечове за участието си във втория период на Първата световна война.
През 1927 получава първа награда за наука от фонд „Берлинов“, присъдена му от Управителния съвет на БАН.
На 13 май 1929 е избран за член-кореспондент на Славянския институт в Прага. На 16 юни 1929 е избран за дописен член на Българската академия на науките (БАН) по доклад на Васил Златарски.
На 3 октомври 1934 получава за заслуги офицерския кръст на ордена „Свети Александър“.
На 5 юни 1937 е избран за почетен член на Полското историческо дружество. На 27 юни 1937 е избран за действителен член на БАН. На 12 февруари 1938 е избран за редовен член на Македонския научен институт. На 26 май 1938 е избран за почетен член на Научното дружество в Дебрецен. През юли 1939 е избран за член на Полската академия на науките. На 17 октомври 1942 е избран за почетен член на Добруджанския културен институт.
На 20 март 1943 е избран за почетен доктор на Виенския университет.

## Памет
На професор Петър Мутафчиев е наречена улица в кварталите „Къро“ и „Полигона“ в София (Карта).

## Трудове
- История на българския народ: Т. 1 – 2 С., 1943
- Избрани произведения. Т. 1 – 2, С., 1973
- Книга за българите. С., 1987
- Изток и Запад в европейското средновековие. С., 1993
- Лекции по история на Византия. Т. 1 – 2, С., 1995
- Лекции по история на културата. С., 1995

## За него
- В. Мутафчиева. Разгадавайки баща си. Опит за биография на Петър Мутафчиев (1997)
- В. Мутафчиева. Семейна сага (2000)
- Костадин Пампов, „Философия на средновековната българска история. Гледната точка на проф. Петър Мутафчиев“ (2013)
- „Костадин Пампов: „Петър Мутафчиев е високо школуван учен, чието творчество има не само български измерения“, „Литературен свят“, бр. 62, май 2014
- Историкът Петър Мутафчиев като изследовател, гражданин, човек. Сборник с материали от конференция, посветена на 130-годишнината от рождението и 70-годишнината от смъртта на професор Петър Мутафчиев (1883 – 1943). Изд. НБУ (2016)